# Willie Dixon
Willie Dixon (Vicksburg, 1 juli 1915 – Burbank, 29 januari 1992) was een Amerikaanse bluescomponist, maar ook producer, pianist, bassist en zanger.

## Biografie
Dixon werkte sinds de jaren veertig met alle groten van de chicagoblues voor het Chess-label, zoals Muddy Waters, Howlin' Wolf, Memphis Slim, Bo Diddley en Chuck Berry. Hij speelde mee op de opnamen van veel grote hits van deze laatste, te beginnen in 1955 met Maybellene.
Veel van Dixons songs zijn ook door andere artiesten uitgebracht. Bijvoorbeeld het nummer "Little Red Rooster", niet alleen bekend van de Rolling Stones, maar ook opgenomen door The Doors. De eerste plaat van Led Zeppelin met dezelfde naam bevat ook twee nummers die gecomponeerd zijn door Willie Dixon, namelijk "You Shook Me" en "I Can't Quit You Baby".
Klassiekers van zijn hand zijn: "Little Red Rooster", "I ain't superstitious", "Back Door Man", "Spoonful", "I just want to make love to you", "You can't judge a book by the cover". Zijn nummers werden veelvuldig gecoverd, o.a. door: The Rolling Stones, The Doors, Led Zeppelin, Jeff Beck Group, Etta James, Cream, Ten Years After, Manfred Mann en Selah Sue.
Hij componeerde tevens "Wang Dang Doodle", dat onder andere in 1970 door Livin' Blues werd opgenomen. Zijn nummer "I'm nervous" (1959) werd in 1972 door André van Duin vertaald en opgenomen als "De zenuwpees". 
Dixon werd opgenomen in de Mississippi Musicians Hall of Fame. Hij overleed op 76-jarige leeftijd aan de gevolgen van hartfalen.
- Biblioteca Nacional de España: XX908316
- Bibliothèque nationale de France: cb13770355b (data)
- CiNii: DA13424178
- Gemeinsame Normdatei: 119458748
- International Standard Name Identifier: 0000 0001 0917 8444
- Library of Congress Control Number: n83125288
- MusicBrainz: ff4c8d42-4871-4778-885b-d41b01245133
- Nationale Bibliotheek van Tsjechië: xx0036742
- Nationale Bibliotheek van Israël: 987007406763105171
- Nationale Bibliotheek van Polen: a0000002638042
- Nederlandse Thesaurus van Auteursnamen: 082038279
- SNAC: w61r7kvm
- Système universitaire de documentation: 139922660
- Virtual International Authority File: 76524594
- WorldCat: E39PBJdgWR9p4FMVXFX7XywQv3